# Koszmosz–151
A Koszmosz–151 (oroszul: Космос–151) szovjet Sztrela–2 típusú katonai távközlési műhold.

## Küldetés
A Mihail Resetnyov vezette OKB–10 (ma: ISZSZ) által kifejlesztett és gyártott második generációs, Sztrela–2 (GRAU-kódja: 11F611) típusú katonai távközlési műhold prototípusa. Öt indítás történt 1965–1968 között, ebből három volt sikeres. A Koszmosz–151 jelzésű volt a második sikeresen indított Sztrela–2 műhold. A Sztrela–2-vel végzett kísérletek az 1970-ben megjelent Sztrela–2M műholdak kifejlesztéséhez vezettek.

## Jellemzői
Üzemeltetője a moszkvai honvédelmi minisztérium (Министерство обороны).
1967. március 24-én a Bajkonuri űrrepülőtér indítóállomásról Koszmosz–3 (8K65) típusú hordozórakétával juttatták alacsony Föld körüli pályára. A műhold periódusideje 97,11 perc, a pálya 56°-os elhajlású, az elliptikus pálya perigeuma 596 km, apogeuma 646 km volt. Tömege 875 kg. Alakja hengeres, átmérője 2 méter, hossza 1 méter.
A Koszmosz–103 programját folytatta. A sorozat felépítését, szerkezetét, alapvető fedélzeti rendszereit tekintve egységesített, szabványosított tudományos-kutató űreszköz. Áramforrása kémiai, illetve a felületét burkoló napelemek energiahasznosításának kombinációja (akkumulátor, napelemes energiaellátás – földárnyékban puffer-akkumulátorokkal). Élettartama a Sztrela–1-hez képest a duplájára, hat hónapra növekedett.
A pályasíkjában felderített jeleket mágnesszalagra rögzítette, megfelelő földi kapcsolat esetén a vevőállomásra továbbította, ahol a szükséges kiértékelést elvégezték, az adatokat a felhasználókhoz továbbították.
1991. május 6-án belépett a légkörbe és megsemmisült.